# Luis Aquino
Pour les articles homonymes, voir Aquino (homonymie).
Luis Antonio Colon Aquino (né le 19 mai 1964 à Santurce, Porto Rico), est un ancien lanceur de relève au baseball. Il a joué dans les Ligues majeures pour cinq équipes de 1986 à 1995.

## Carrière
Luis Aquino, un lanceur droitier, a joué pour les Blue Jays de Toronto (1986), les Royals de Kansas City (1988-1992), les Marlins de Miami (1993-1994), les Expos de Montréal (1995) et les Giants de San Francisco (1995).
En 222 parties jouées, dont 69 départs, il a remporté 31 victoires, encaissé 32 défaites, réussi 5 sauvetages, retiré 318 frappeurs sur des prises et conservé une moyenne de points mérités de 3,68.
En 1993, il a joué pour les Marlins de la Floride lors de leur saison inaugurale dans la Ligue nationale, apparaissant en relève dans le premier match de leur histoire le 5 avril contre les Dodgers de Los Angeles.